# Bathyplectes
Bathyplectes är ett släkte av steklar som beskrevs av Förster 1869. Bathyplectes ingår i familjen brokparasitsteklar.

## Dottertaxa tillBathyplectes, i alfabetisk ordning[1][2]
- Bathyplectes algericus
- Bathyplectes anurus
- Bathyplectes aspergus
- Bathyplectes balearicus
- Bathyplectes balteatus
- Bathyplectes brevitor
- Bathyplectes bryanti
- Bathyplectes carinatus
- Bathyplectes carthaginiensis
- Bathyplectes cingulatus
- Bathyplectes clypearis
- Bathyplectes crassicornis
- Bathyplectes crassifemoralis
- Bathyplectes curculionis
- Bathyplectes exiguus
- Bathyplectes glacialis
- Bathyplectes immolator
- Bathyplectes incisus
- Bathyplectes infernalis
- Bathyplectes longigena
- Bathyplectes nigridens
- Bathyplectes quinqueangularis
- Bathyplectes rostratus
- Bathyplectes rufigaster
- Bathyplectes rufipes
- Bathyplectes rufiventrator
- Bathyplectes sessilis
- Bathyplectes stenostigma
- Bathyplectes tesquicola
- Bathyplectes tibiator
- Bathyplectes xanthostigma